# Balearonethes sesrodesanus
Balearonethes sesrodesanus és una espècie de crustaci isòpode del subordre Oniscidea, endèmic de la Serra de Tramuntana (Mallorca). Viu a l'aigua de les coves, i és la segona espècie de isòpode endèmic de Mallorca; l'altra és Trichoniscus dragani (Tabacaru, 1974).